# 右近権左衛門 (11代目)
11代目右近 権左衛門（うこん ごんざえもん、前名・義太郎、1889年〈明治22年〉11月3日 - 1966年〈昭和41年〉4月27日）は、日本の実業家、資産家、福井県多額納税者。右近商事社長。日本火災海上保険の会長。

## 人物
福井県・右近権左衛門の長男。1914年3月、慶應義塾大学部理財科卒業。1917年、家督を相続し義太郎を改め襲名した。海運業を営み会社重役である。
趣味は洋画、園芸。宗教は真宗。住所は兵庫県芦屋市、大阪市西区西長堀北通5丁目。

## 家族・親族
右近家

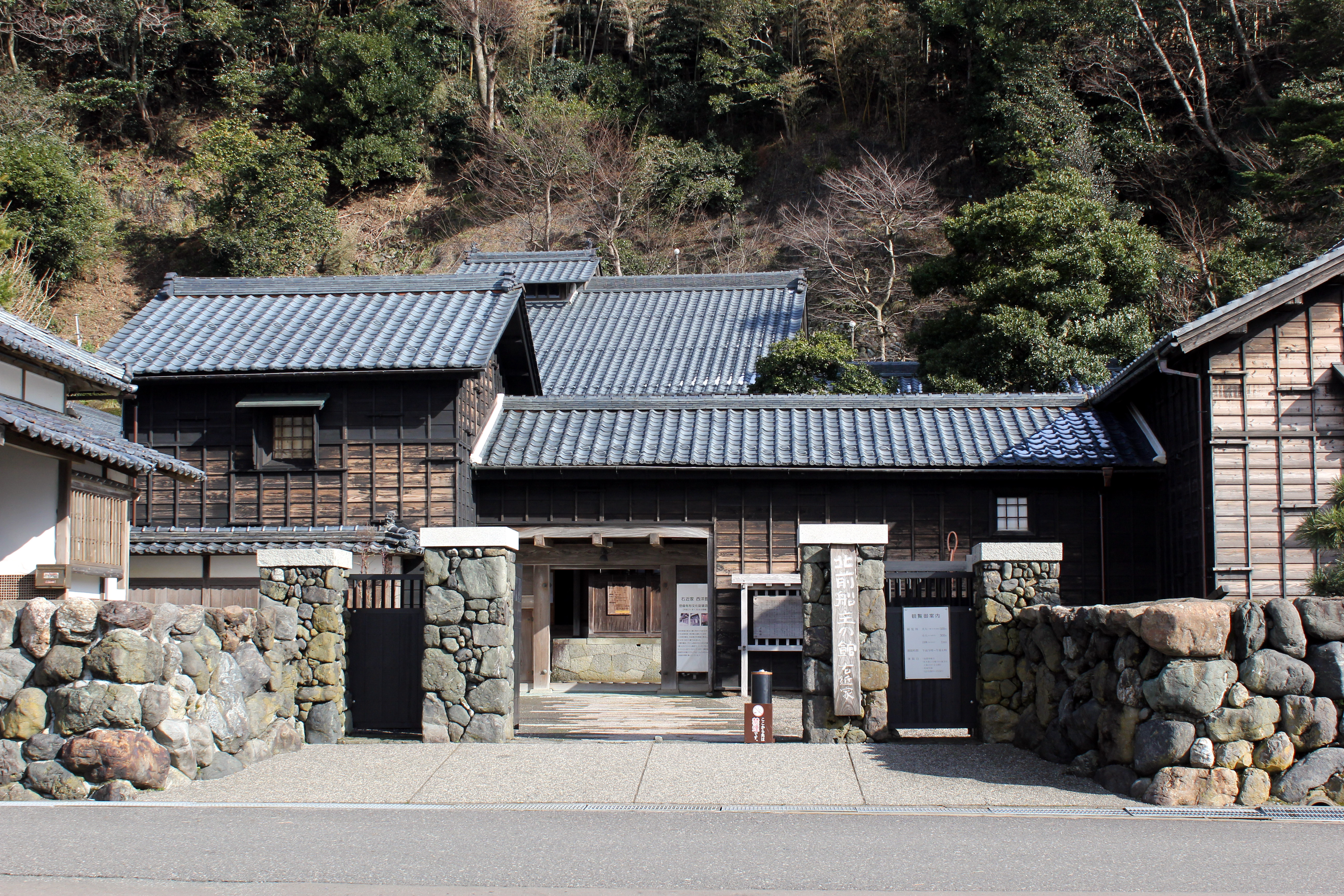
北前船主の館・右近家

- 父・十代目権左衛門（1853年 - 1916年、福井県平民、日本海上保険社長）[8] - 福井県南条郡河野村の人、住所は大阪市西区西長堀北通5丁目。
- 母・はや（福井、右近平左衛門の長女）[8]
- 養兄・和作[8]（1876年 - ?、実業家、資産家）
- 兄・福次郎[8]（1883年 - ?、実業家、資産家）
  - 同妻・とき（岐阜、小寺成蔵の二女）[8]
  - 同長男・徳太郎[8]（1913年 - 1944年、サッカー選手）
- 妻・政子（石川、時国甫太郎の二女、時国武二郎の妹）[1][8]
- 男・保太郎[1]（1914年 - ?、実業家）
- 男・保雄（1917年 - ?）[1]
- 男[1]
- 四男[1]
- 五男[1]
- 長女[1]
- 二女[1]
- 孫[1]

親戚
- 妹の夫・植竹龍三郎[6]（衆議院議員）